# NGC 713
NGC 713 este o galaxie spirală situată în constelația Balena. A fost descoperită în 1886 de către Francis Leavenworth.